# Роджер Кларк
Роджер Кларк (англ. Roger Clark) — американський актор та актор озвучування ірландського походження. Він найбільш відомий тим, що зіграв Артура Морґана у відеогрі Red Dead Redemption 2.

## Раннє життя
Кларк народився в Нью-Джерсі 14 липня 1978 року в сім'ї ірландської матері та ірландсько-американського батька. Сім'я щоліта проводила канікули в рідному місті його матері Слайго. Коли йому було 12 років, сім'я назавжди переїхала до Слайго, де він отримав атестат про повну загальну середню освіту. Пізніше він переїхав до Уельсу, щоб вивчати театр, медіа та драматургію в Університеті Гламоргана. Проживши і попрацювавши кілька років у Лондоні, на початку 2010-х переїхав до Нью-Йорка.

## Кар'єра
Кларк озвучив Артура Морґана, головного героя відеогри Red Dead Redemption 2, що вийшла у 2018 році. Його гра принесла йому численні нагороди та номінації. Він також має успішну кар'єру на сцені та озвучив понад 50 аудіокниг.

## Особисте життя
Кларк одружився зі своєю дружиною Моллі 25 квітня 2011 року. У них двоє синів, Колін і Руарі. Колін, який народився 18 лютого 2013 року, має розлади аутистичного спектру.

## Фільмографія

### Фільми
| Рік  | Назва                     | Роль           | Примітки                               |
| ---- | ------------------------- | -------------- | -------------------------------------- |
| 2009 | Max & Helena              | Оповідач       | Короткометражний фільм                 |
| 2013 | Good                      | Оповідач       | Короткометражний фільм                 |
| 2013 | The Pervenche Game        | Оповідач       | Короткометражний фільм                 |
| 2014 | A Midsummer Night's Dream | Герцог Тесей   |                                        |
| 2016 | A Writer's Retreat        | Рендольф Блайт | Короткометражний фільм                 |
| 2017 | Float                     | Роджер         | Короткометражний фільм                 |
| 2018 | Happy Birthday to Me      | Бос            | Короткометражний фільм                 |
| 2019 | Rawmouth                  | Охоронець №1.  | Короткометражний фільм                 |
| 2022 | Hazardous                 | Роджер         | Короткометражний фільм; також продюсер |
| 2022 | Bunker                    | Капрал Міллер  |                                        |

### Телебачення
| Рік     | Назва                               | Роль                     | Примітки                      |
| ------- | ----------------------------------- | ------------------------ | ----------------------------- |
| 2005    | I Shouldn't Be Alive                | Бред                     | Епізод: «Shark Survivor»      |
| 2006    | Perfect Disaster                    | Чак Брюер                | Епізод: «Super Typhoon»       |
| 2007    | The Wild West                       | Капітан Вейр             | Епізод: «Custer's Last Stand» |
| 2011    | Тор і Локі: Кровні брати            | Різні персонажі (голоси) | 2 епізоди                     |
| 2013    | Остання година                      | Меценат                  | Епізод: "Chain"               |
| 2020–21 | Закон і порядок: Спеціальний корпус | Репортер #2 / Репортер   | 2 епізоди                     |

### Відеоігри
| Рік              | Назва                      | Роль                                   | Примітки                   |
| ---------------- | -------------------------- | -------------------------------------- | -------------------------- |
| 2009             | Shellshock 2: Blood Trails | Сержант Джек Гріффін / Зомбі           | Озвучка                    |
| 2014             | Smite                      | Дрімвівер Ґанеша                       | Озвучка                    |
| 2018             | Red Dead Redemption 2      | Артур Морґан                           | Озвучка і захоплення руху  |
| 2021             | Back 4 Blood               | Додатковий склад                       | Озвучка                    |
| 2022             | Tactics Ogre: Reborn       | Додаткові голоси                       | Озвучка; Англійська версія |
| 2023             | Fort Solis                 | Джек Лірі                              | Озвучка і захоплення руху  |
| 2023             | Rosewater                  | Філіп Бойлан / Тімоті Кінг / Головоріз | Озвучка                    |
| Ще не анонсована | Evolutis: Duality          | Рікі Періл                             | Озвучка                    |

## Нагороди та номінації
| Рік  | Нагорода                     | Категорія                | Робота                | Результат |
| ---- | ---------------------------- | ------------------------ | --------------------- | --------- |
| 2018 | The Game Awards              | Найкраще виконання       | Red Dead Redemption 2 | Перемога  |
| 2019 | New York Game Awards         | Найкраще виконання у грі | Red Dead Redemption 2 | Номінація |
| 2019 | NAVGTR Awards                | Виконання у драмі        | Red Dead Redemption 2 | Номінація |
| 2019 | British Academy Games Awards | Виконання                | Red Dead Redemption 2 | Номінація |